# Загоздац
Загоздац (словен. Zagozdac) — поселення в общині Чрномель, Південно-Східна Словенія, Словенія. Висота над рівнем моря: 393,3 м.